# Dilar aspersus
Dilar aspersus är en insektsart som beskrevs av C.-k. Yang et al in Huang et al. 1988. Dilar aspersus ingår i släktet Dilar och familjen Dilaridae. Inga underarter finns listade i Catalogue of Life.